# Siniéna
Ne doit pas être confondu avec Sitiéna.
Siniéna est un village du département et la commune urbaine de Banfora, situé dans la province de la Comoé et la région des Cascades au Burkina Faso.

## Géographie

### Démographie
- En 1996, le village comptait 3 858 habitants recensés[2].
- En 2003, le village comptait 3 702 habitants estimés[3].
- En 2006, le village comptait 4 705 habitants recensés[1]

## Économie
L'économie du village de Siniéna est basée sur l'agriculture (coton, arachide, maïs, sésame...), la maraîchère culture (tomates, choux, piment.....). 
Il y a également le commerce de bétail et 

L'orpaillage traditionnel. 

## Santé et éducation
Le village accueille un centre de santé et de promotion sociale (CSPS) tandis que le centre hospitalier régional (CHR) se trouve à Banfora
Auparavant, le village de Siniéna possédait deux écoles primaires publiques (A et B ). De nos jours, le village en a quatre (A,B,C et D) .